# Skovjomfrukapsel
Skovjomfrukapsel (Polytrichastrum formosum), ofte skrevet skov-jomfrukapsel, er et almindeligt mos på morbund i danske skove.
Det vokser i løse, 10 cm høje tuer med mange, skarpt kantede sporehuse. Det
videnskabelige artsnavn formosum betyder 'smuk'.
Skovjomfrukapsel har 7-15 mm lange blade, der er skarpt tandede.
De hunlige skud slutter deres vækst ved sporernes modning, mens de hanlige skud
i flere år kan vokse videre gennem det hanlige antheridium.
Skovjomfrukapsel er vidt udbredt i Europa, Asien, sydlige Afrika og Nordamerika. Desuden findes arten i Grønland, Island og Færøerne.